# Indotritia brevipilosa
Indotritia brevipilosa är en kvalsterart som beskrevs av Wojciech Niedbała 2000.
Indotritia brevipilosa ingår i släktet Indotritia och familjen Oribotritiidae. Inga underarter finns listade i Catalogue of Life.